# Dieceza de Limburg

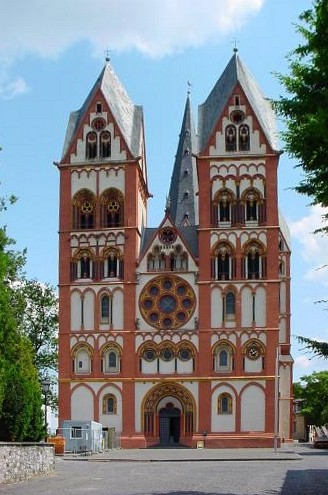
Catedrala din Limburg.

Dieceza de Limburg (în latină Dioecesis Limburgensis) este una din cele douăzecișișapte episcopii ale Bisericii Romano-Catolice din Germania, cu sediul în orașul Limburg. Dieceza de Limburg se află în provincia mitropolitană a Arhidiecezei de Köln.

## Istoric
Dieceza de Limburg a fost fondată în anul 1827. Inițial a fost sufragană a Arhiepiscopiei de Trier, dar în anul 1929 a trecut sub autoritatea Arhiepiscopiei de Köln. Primul episcop a fost Jakob Brand (1827-1833), în vremea sa dieceza numărând aproximativ 650.000 de credincioși. În anul 2007 papa Benedict al XVI-lea a acceptat pensionarea episcopului Franz Kamphaus pe motive de vârstă. În locul acestuia l-a numit pe Franz-Peter Tebartz-van Elst, care în anul 2013 a fost implicat într-un scandal legat de folosirea banilor bisericii în scopuri personale. În 2013 episcopul a fost suspendat din funcție de Papa Francisc, care i-a acceptat demisia un an mai târziu.